# Кочергин, Вениамин Павлович
Вениамин Павлович Кочергин (22 августа 1921, д. Кошкоданова, Карачевский уезд Брянская губерния — 15 июня 1998, Екатеринбург) — советский химик, специалист в области высокотемпературной коррозии металлов в расплавах солей, доктор химических наук (1969), профессор (1971), Заслуженный деятель науки и техники Российской Федерации (1993).

## Биография
Родился 22 августа 1921 года в деревне Кошкоданова Карачевского уезда Брянской губернии (ныне — Карачевский район Брянской области).
В 1944 г. с отличием окончил химический факультет Уральского госуниверситета.
В 1944—1947 гг. работал инженером на оборонном заводе п/я 356, руководил исследовательской группой электрохимиков; предложил использовать скоростной электрохимический способ пассивирования латунных окуляров, а для воронения спецдеталей — закалку в нитратно-щелочных расплавах.
С 1947 г. В. П. Кочергин — в Уральском госуниверситете: ассистент, доцент (1950), профессор кафедры неорганической химии. В 1967—1987 гг. был деканом химического факультета, в 1962—1995 гг. заведовал кафедрой неорганической химии.
Скончался 15 июня 1998 года в Екатеринбурге. Похоронен на Широкореченском кладбище.

## Научная деятельность
В многогранной научной деятельности В. П. Кочергина выделяются два основных направления: коррозия металлических материалов в высокотемпературных расплавленных средах и физическая химия высокотемпературных расплавов. В. П. Кочергиным выполнены фундаментальные исследования по изучению механизма и кинетики коррозии металлов, сталей и сплавов в расплавленных агрессивных средах: гидроксидах, галогенидах, карбонатах, сульфатах, нитратах, боратах и фосфатах различных металлов и их смесях; разработаны условия защиты металлических материалов от коррозионного разрушения в расплавленных электролитах; предложены составы ионных и полимерных солевых расплавов в качестве композиций для высокотемпературной обработки металлов давлением, а также в качестве солевых сред для термической и термохимической обработки сталей и сплавов. Учение о коррозии металлов и сплавов в расплавленных и водных агрессивных средах представлено в более чем 500 научных статьях и обобщено в монографии (1991). Результаты научных работ В. П. Кочергина нашли применение на многих отечественных предприятиях; они защищены 28 авторскими свидетельствами и патентами.

## Педагогическая деятельность
С 1948 г. читал лекции по общей и неорганической химии и специальным дисциплинам: «Синтез неорганических соединений», «Избранные главы неорганической химии», «Физико-химический анализ ионных расплавов», «Термодинамика конденсированных сред», «Высокотемпературная электрохимия». Под научным руководством В. П. Кочергина подготовлено и защищено свыше 30 кандидатских диссертаций.